# Fútbol Club Juárez Femenil
Maillots
Actualités
Dernière mise à jour : 27 décembre 2024.
Le Fútbol Club Juárez Femenil, plus couramment abrégé en FC Juárez Femenil ou souvent appelé Bravas, est un club de football féminin mexicain basé à Ciudad Juárez.

## Histoire
La création du championnat féminin du Mexique date de 2017, lorsque le Fútbol Club Juárez, fondé en 2015, achète en 2019 la franchise des Lobos de la BUAP pour évoluer au plus haut niveau mexicain il doit se conformer au règlement en vigueur et donc créer une section féminine.
Le 11 juin 2019 est créé le Fútbol Club Juárez Femenil pour pouvoir participer au tournoi d'ouverture 2019. Les Bravas disputent leur premier match officiel le 15 juillet 2019 contre León (score 1 à 1).
Lors de sa première saison le club termine à l'avant dernière place du championnat. Les années suivantes il sera toujours dans les dernières places, il faut attendre le tournoi d'ouverture 2022 pour voir le club au milieu du tableau, une 11e place, la meilleure performance du club depuis sa création.